# ندن علیا
ندن علیا، روستایی از توابع بخش بهاباد شهرستان بافق در استان یزد ایران است.

## جمعیت
این روستا در ۱۵ کیلو متری شهر بهاباد استان یزد قرار دارد و براساس سرشماری مرکز آمار ایران در سال ۱۳۸۵، جمعیت آن زیر سه خانوار بوده‌است.